# Madonnina (Ferruzzi)
La Madonnina, nota anche come La Madonna del riposo o La Madonna delle vie, è un dipinto su tavola di Roberto Ferruzzi del 1897. Con questo dipinto, Ferruzzi vinse alla seconda Biennale di Venezia.

## Storia
I modelli per questo quadro furono la ragazza veneziana Angelina Cian, di 11 anni, e il suo fratellino Giovanni. All'inizio l'opera non aveva connotati religiosi, ed era solo una rappresentazione della maternità: dato il grande successo guadagnato alla Biennale di Venezia, il quadro fu rinominato a tema religioso, e divenne il più conosciuto di Ferruzzi.
John George Alexander Leishman, mecenate e diplomatico in Francia, comprò il quadro ma non i diritti d'autore. È possibile quindi che l'immagine abbia subìto diverse modifiche e correzioni nel corso dei decenni e che forse sia arrivata in una collezione privata in Pennsylvania negli anni cinquanta, ma l'attuale collocazione è sconosciuta.
Una seconda possibilità è che sia andata perduta durante una traversata dell'Atlantico dall'Europa agli Stati Uniti, versione fornita da un discendente di Ferruzzi. Negli anni 2000 è apparsa in circolazione una versione ad olio che si ritiene molto vicina all'originale.

## Tradizione popolare
- La Madonnina, nel corso dei decenni è entrata nella tradizione popolare di stampe, biglietti da visita, santini.
- Madonna of the Streets è un mosaico presente alla Ss. Peter and Paul Church di San Francisco, in California.[12]
- Le Sisters of Life, in occasione della loro prima professione di fede, ricevono una medaglia della Madonna of the Streets.[13]